# Kodeks 0234
Kodeks 0234 (Gregory-Aland no. 0234) – grecki kodeks uncjalny Nowego Testamentu na pergaminie, datowany metodą paleograficzną na VIII wiek. Nieznane jest miejsce przechowywania rękopisu. Tekst rękopisu jest wykorzystywany we współczesnych wydaniach greckiego Nowego Testamentu.

## Opis
Do XX wieku zachowały się jedynie 2 pergaminowe karty rękopisu, z tekstem Ewangelii Mateusza 28,11-15 oraz Ewangelii Jana 1,4-8.20-24. Karty kodeksu mają rozmiar 24 na 21 cm. Tekst pisany jest dwoma kolumnami na stronę, 30 linijkami w kolumnie.

## Tekst
Tekst rękopisu reprezentuje aleksandryjską tradycję tekstualną. Kurt Aland zaklasyfikował tekst rękopisu do kategorii II.

## Historia
INTF datuje rękopis na VIII wiek .
Na listę rękopisów Nowego Testamentu wciągnął go Kurt Aland w 1954 roku, oznaczając go przy pomocy siglum 0234. Rękopis jest wykorzystywany w krytycznych wydaniach Nowego Testamentu.
Ostatnim znanym miejscem przechowywania rękopisu było Kubbat al-Chazna w Damaszku. Obecne miejsce przechowywania rękopisu jest nieznane .